# Кутова шліфувальна машина

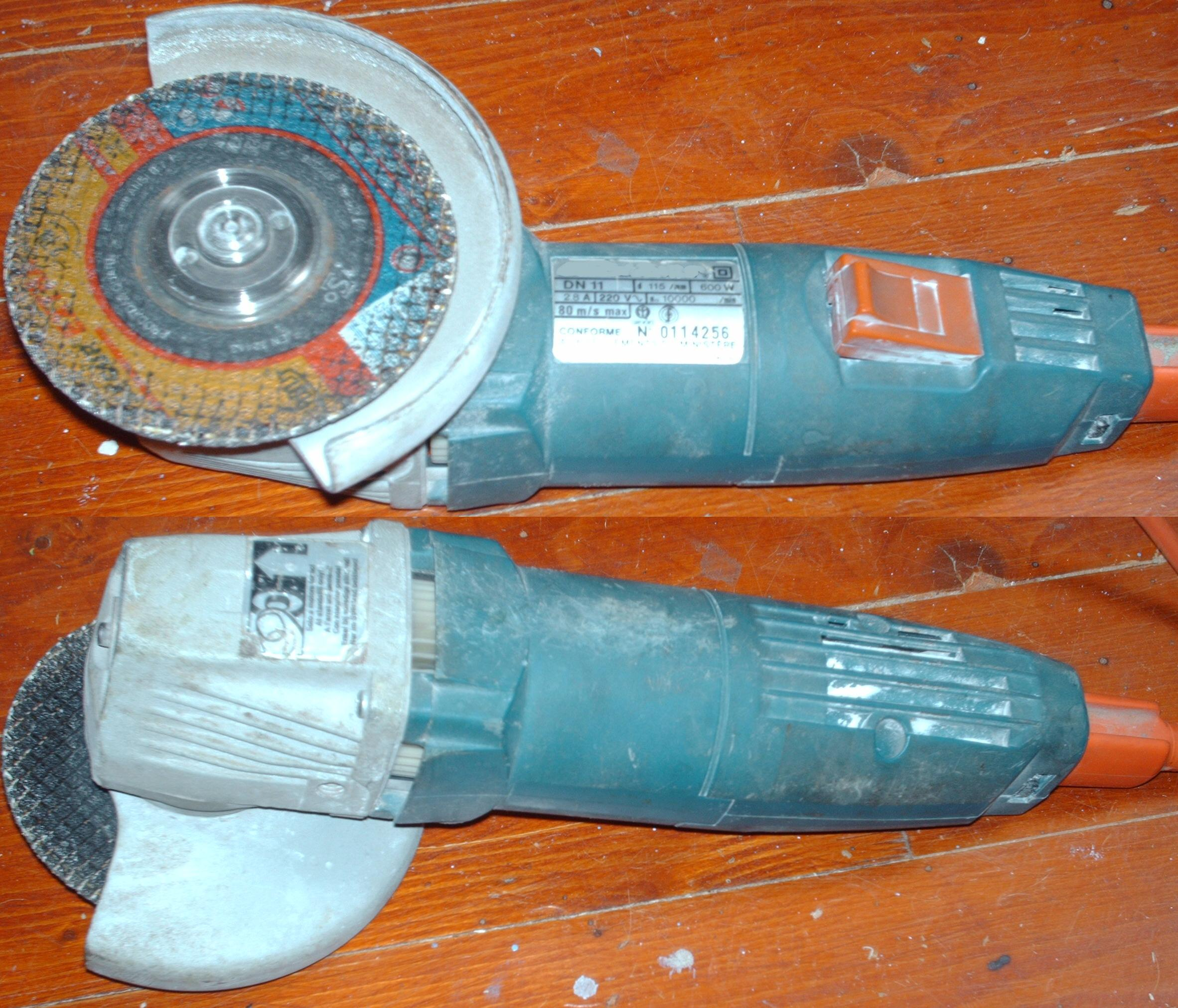
Болгарка

Кутова́ шліфува́льна маши́на або  болга́рка — популярний електроінструмент, що має вигляд електричної пилки з круговим диском. Призначена для різання та шліфування твердих матеріалів (металу, каменю тощо). Зі всіх шліфувальних машин болгарки — найуніверсальніший інструмент. Термін «болгарка» народився в 70-х роках, коли з'явилися перші представники цього типу інструментів, випущені в Болгарії. Відтоді сфера вживання кутових шліфмашин значно розширилася.

## Застосування
Кутові шліфмашини (болгарки) використовують не лише для шліфування і полірування поверхонь, але і для обробки металу, бетону (за допомогою алмазних або абразивних кругів), пропилу канавок. За допомогою відрізного диска можна легко різати тверді матеріали (керамічну плитку, камінь, цеглу) і усувати недоліки матеріалу (зачищати зварні шви або видаляти іржу). А встановивши дротяну щітку, інструмент можна застосовувати для первинної «грубої» зачистки (видалення іржі або старого лаку з металевих поверхонь). Болгаркою користуються і для чистових робіт — остаточного шліфування або полірування. Болгарка дозволяє розрізати тверді матеріали з високою точністю, дотримуючись лінії розмітки.

## Опис інструменту
Всі відрізні машини оснащені захисним кожухом і ручкою, що пригвинчується справа або зліва до корпусу двигуна, завдяки чому болгаркою зручно керувати як правшам, так і лівшам. Головна перевага цього інструменту — висока швидкість обертання шпинделя (близько 10 000 об/хв. для діаметру ріжучого диска 125 мм, стандартом вважається лінійна швидкість диску 80 м/с) і наявність гнучких насадок, до яких кріплять самоклейні шліфувальні або полірувальні круги.
Характеристики інструментаВажливою характеристикою кутшліфувальних машин є споживана потужність. Потужніший інструмент не так швидко нагрівається і дозволяє використовувати диски з великим діаметром, що визначає функціональні можливості болгарок: що більший діаметр диска, то глибше можна зробити розріз. Кутові шліфмашини можна розділити на одно- і дворучні. Машини з кругом до 150 мм, як правило, одноручні (для побутових потреб — різання арматури тощо), з кругом 180 і 230 мм — дворучні (для будівництва: різання металоконструкцій тощо).
Робоча частина болгарки — ріжучий диск (круг). Він знімний і призначений для певного типу робіт (різання, шліфування) з певними матеріалами (метал, плитка тощо), тому зазвичай потрібен набір таких дисків. Універсальних дисків для усіх випадків не існує. Інколи кілька дисків продаються в комплекті з машинкою.
Деякі моделі мають кнопку захисту від випадкового увімкнення. Це зроблено для зручності й безпеки користувача, оскільки болгарка належить до числа небезпечних інструментів.

## Правила техніки безпеки[2]
Враховуючи те, що кутова шліф машина (болгарка) є одним із потенційно найнебезпечніших інструментів, потрібно ознайомитись та виконувати такі правила:
В першу чергу:
- Майстру забороняється працювати у стані алкогольного сп‘яніння або знаходячись під впливом наркотичних чи токсичних речовин; ні в якому разі не працювати у хворобливому стані, втомившись, а також знаходячись під впливом ліків, що знижують швидкість реакції та увагу.
- Час від часу рекомендується перечитувати ці правила.

Підготовчі заходи:
- Забороняється вдягати прикраси (браслети, ланцюжки), які можуть намотатись на диск болгарки
- Довге волосся слід прибрати під хусточку, шапку чи ін.
- Працювати суто в рукавичках, але не на тканій основі.
- Обов‘язково використовувати захист органів зору (захисні окуляри, захисний щиток).
- Для захисту органів дихання слід використовувати респіратор.
- Щоб уникнути порушень у слуховому апараті, потрібно користуватись навушниками, особливо у закритих приміщеннях.
- Забороняється використовувати болгарку без захисного кожуха.
- Не можна встановлювати на інструмент диски більшого діаметра, аніж це передбачено конструктивно.
- КАТЕГОРИЧНО ЗАБОРОНЯЄТЬСЯ встановлювати на болгарки диски від циркулярної пилки.
- Перевіряти диски на наявність дефектів, таких як щербини, тріщини, вигини.
- Перед початком роботи навести порядок на робочому місці, проконтролювати, щоб не було шмаття, мотузок, які можуть потрапити в високооборотні елементи інструмента або спричинити займання від снопа іскр.
- Уникати скупчення людей в небезпечній зоні різання.
- Мати при собі медичну аптечку з необхідним набором медикаментів та засобів для перев‘язки.

В процесі роботи:
- Ні в якому разі не знаходитись в площині різання, щоб уникнути травмування «зворотним ударом» при защемленні диска.
- Операцію різання потрібно виконувати вертикально щоб уникнути защемлення диска.
- Інструмент потрібно тримати двома руками, щоб запобігти відкиданню.
- При роботі з обдирними щітками необхідно встановити кількість обертів на мінімум — при високих обертах металевий ворс щітки розлітається навкруги з великою швидкістю.

По закінченню роботи:
- Дочекатись остаточної зупинки двигуна і тільки тоді можна випускати інструмент з рук.
- Не можна торкатись диска болгарки одразу після його зупинки, він може дуже сильно нагріватись, що призведе до опіків.